# 弘明寺
弘明寺（ぐみょうじ）は、神奈川県横浜市南区弘明寺町にある高野山真言宗の寺院。瑞應山蓮華院と号し、横浜市内最古の寺院である。本尊の木造十一面観世音菩薩立像（通称「弘明寺観音」）は国の重要文化財。
寺名は町名や駅名などにも広く使われ、江戸時代から1889年（明治22年）までは一帯を弘明寺村（のちに弘明寺町）と呼んでいた。
本尊真言：おん まか きゃろにきゃ そわか
ご詠歌：ありがたやちかひの海をかたむけて そそぐめぐみにさむるほのやみ

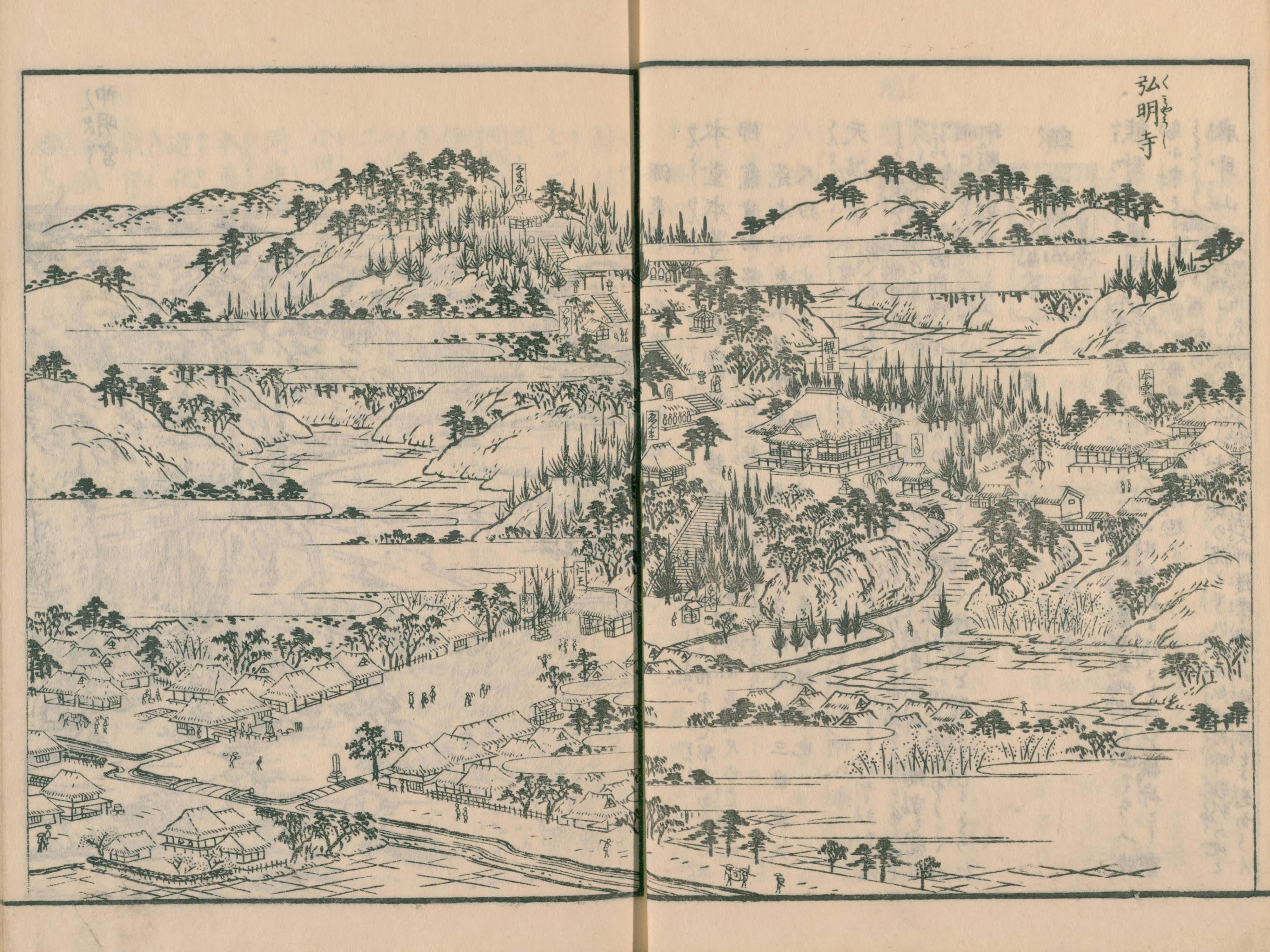
『江戸名所図会』巻之二より

## 概要
寺名は、鎌倉時代には「求明寺（ぐみょうじ）」と表されていた。その後、呉音で同じ「ぐ」と読む観音経偈文にある「弘誓深如海（ぐぜいじんにょかい）」の弘の字を当てて弘明寺に改めたといわれている。
2004年（平成16年）、弘明寺が事務局となり「病苦研究会」という真言宗有志の団体が形成されている。終末期医療における心理面のサポートに仏教思想を活かすための試みである。

## 歴史
寺伝によると、721年（養老5年）にインドの僧・善無畏が当地に結界を創り、737年（天平9年）に行基が観音像を刻んで一宇を建立したと伝えられ、行基をもって開基としている。
弘仁年間（9世紀初期）には空海が双身歓喜天（弘明寺聖天）を彫刻し安置したという。
1044年、光慧上人により瓦葺き本堂が建立された。本尊である木造十一面観音立像の彫刻予想年代と、この本堂建立の年代がほぼ一致することから、この頃が実際の開山と思われる。
鎌倉時代には源将軍家累代の祈願所であった。
戦国時代には北条早雲から寺領を、江戸時代には歴代将軍から朱印地を賜り、坂東三十三観音の十四番札所として信仰を集めた。
明治時代を迎えると、仏教寺院は全国で大弾圧を受け、当山も寺領は御朱印と共に新政府に没集された。明治中期には無住職となって寺伝、寺宝の数々、住職系図までもが紛失する事態となった。
1901年（明治34年）、渡辺寛玉師が住職に就任すると、弘明寺保勝会が設立され、弘明寺の復興と町おこしに皆邁進した。大岡川沿いの桜並木も、この当時植樹された。

## 境内

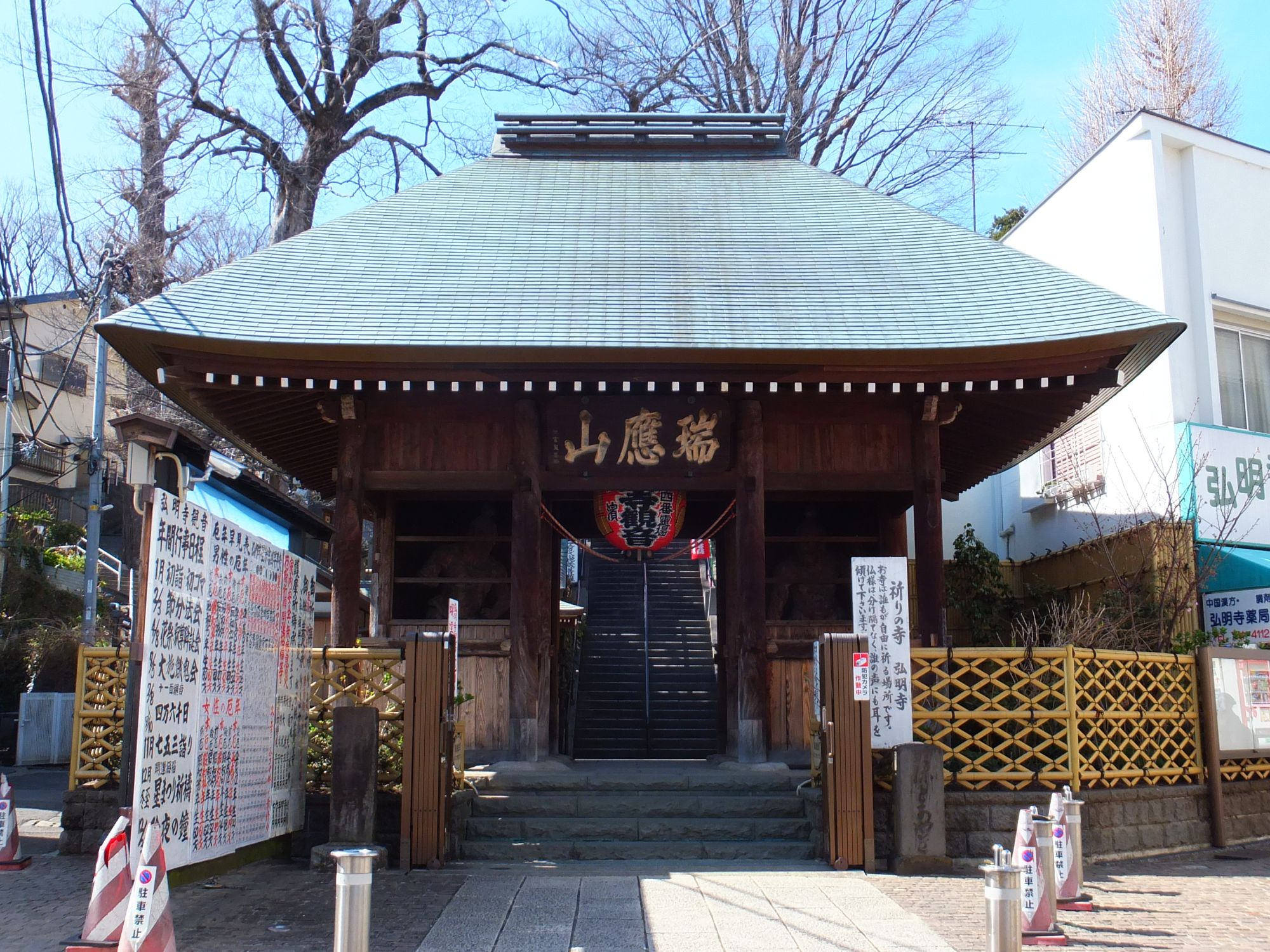
仁王門

かつては広い寺有地を有していたが、廃仏毀釈による公有地化で北側の大半（現・弘明寺公園）を横浜市へ譲渡し、北側には湘南電気鉄道（現・京浜急行電鉄）弘明寺駅が開業した。さらに駅周辺では寺自身が民有化を進めたことなどにより、寺有地は過去の約2割にすぎなくなっている。
- 本堂 - 1044年（寛徳元年）、光慧上人が建立。当時の古材が床板として使われている。
- 四脚門 - 1411年（応永18年）建立。楓関門と呼ばれ、横浜市内最古の門である。
- 仁王門 - 江戸時代に建てられたといわれている。
- 七つ石 - 善無畏が七つの盤石を埋めて結界を創ったと伝わる。霊石として信仰を集めている。
- 身代地蔵 - 京浜急行電鉄が2001年に奉納。

## 祭事・年中行事
- 縁日

5月下旬から9月上旬までの毎月「8」の付く日は観音、「3」の付く日は聖天の縁日となっており、さまざまな露天商が店を開き、遠方からも弘明寺参詣客とともに多くの人で賑わう。
- 節分

節分の豆まきは戦前から60年以上続けられ、毎年約1,000人を集める名物行事となっていたが、福豆を取ろうと人々が押し合うなど危険な状態となり、警備員の指示に従わない来場者が増えたため、寺側が過去の事故（1956年の弥彦神社事件）から群集事故の危険性があると判断し、2007年を最後に中止されていた。その後、豆まき復活を求める声に応えて2015年2月3日に「節分法会（ほうえ）」が行われ、境内での豆まきが8年ぶりに再開された。豆まき再開にあたっては弘明寺商店街も協力し、東日本大震災の被災地の物産展を開催して東北の復興を支援した。

## 文化財
観音像など秘仏とはなっているが、内陣参拝で拝観できる。
- 木造十一面観世音菩薩立像（弘明寺観音）

ハルニレの一木造りで像高181.7cm。鉈彫りの典型的な作例として有名なもので、平安時代中期の作と伝えられ、国の重要文化財に指定されている。
- 木造黒漆花瓶　二口

ケヤキを轆轤で成型した、「亞」の字の形をした黒漆塗りの花瓶。1590年修理の銘がある。高さ70cmあり、この大きさの木造は類例がない。横浜市指定有形文化財に指定されている。
- 梵鐘

1798年（寛政10年）製。横浜市指定の有形文化財。

## 周辺
元は境内であった弘明寺公園と、弘明寺商店街のほぼ中央を横切る大岡川の両岸は、横浜市内でも有数の桜の名所となっている。
弘明寺から鎌倉街道まで、アーケード商店街「弘明寺商店街」として下町の賑わいを残す。レトロモダンな雰囲気を求めて、しばしばテレビ番組やCMのロケ地として使われる。このアーケード街は、江戸時代に栄えた弘明寺の門前町としばしば混同されるが、終戦後の闇市を起源とするものであり、同じものではない。江戸時代の弘明寺の門前町は、現在の蒔田付近である。
鎌倉街道への寺入口の門前街路の交差点は、かつて横浜市電の西の終点であり、鎌倉方面への路線バスと市電の乗り換えターミナルとして交通の要であった。また、横浜国立大学工学部の学生街としても賑わった。現在はそのターミナルは港南区の上大岡駅前に移り、かつての学生街・市電ターミナルとしての賑わいは失われた。
横浜国立大学工学部が移転した跡地には横浜国立大学附属横浜中学校と南警察署や放送大学神奈川学習センターがあり、横浜市電の跡地には横浜市営地下鉄の弘明寺駅が建設され、京浜急行電鉄の駅と同名の駅名が付けられた。

## 所在地・交通
所在地：神奈川県横浜市南区弘明寺町字山下267

### 鉄道
京浜急行本線・横浜市営地下鉄ブルーラインの同名の駅があるが、両駅間は500mほど離れている（位置関係は弘明寺駅を参照）。
- 弘明寺駅 (京急)　徒歩3分
- 弘明寺駅 (横浜市営地下鉄)　徒歩5分

### バス
- 横浜市営バス　弘明寺バス停（2系統・9系統・219系統）
- 江ノ電バス　弘明寺バス停（横浜線・栗木線）
- 神奈川中央交通　弘明寺バス停（206系統・60系統・港61系統・船20系統）、弘明寺口バス停（井10系統・井11系統・井12系統・戸01系統・戸03系統・横43系統・横44系統・東01系統・東06系統）

## 前後の札所
坂東三十三観音
13 浅草寺　--　14 弘明寺　--　15 長谷寺 (高崎市)

## その他
- テレビ朝日の紀行番組「ちい散歩」で紹介された。特選ちい散歩　弘明寺、2008年10月21日放送[6]